# Kleiner Teichelberg
Der Kleine Teichelberg (ursprünglich Sattlerin genannt) ist ein 740 m ü. NHN hoher Berg des Steinwalds im Fichtelgebirge. Er liegt rund drei Kilometer südwestlich des Großen Teichelbergs und nördlich von Fuchsmühl im Oberpfälzer Landkreis Tirschenreuth. Das Gebiet ist dicht bewaldet und fällt nach Süden ab. Im Westen verläuft die Staatsstraße 2170 von Waldershof nach Fuchsmühl.
Früher wurde in amtlichen Dokumenten für die beiden Teichelberge auch der Name „Großer/Kleiner Teuchelberg“ verwendet.

## Geologie
Zwischen Marktredwitz, Friedenfels, Konnersreuth und Seußen liegt ein großes Basalteruptionsgebiet. Es ist der westlichste Ausläufer des nordböhmischen Basaltvulkanismus. Im Miozän ist dort flüssige Basaltmasse durch den Granit emporgedrungen.

## Karten
- Bayerisches Landesvermessungsamt: UK 50-13 Naturpark Fichtelgebirge/Steinwald östlicher Teil, Maßstab 1:50.000